# Антибиотик
Антибиотици представљају групу хемијских једињења која успоравају раст или уништавају микроорганизме, у првом реду бактерије, на такав начин који није (у прописаним дозама) штетан по домаћина. Антибиотици могу било да убију или да инхибирају раст бактерија. Неколико антибиотика је исто тако ефективно против гљивица и протозоа, а неки су токсични за људе и животиње, чак и кад се користе у терапеутској дози. Антибиотици нису ефективни против вируса као што су прехлада или инфлуенца, и могу да буду штетни ако се непримерено користе.
Антибиотици су произвели револуционарне промене у медицини 20. века, и заједно са вакцинацијом су скоро довели до искорењивања болести као што је туберкулоза у развијеном свету. Њихова ефективност и доступност доводе до прекомерне употребе, посебно при узгоју марве, што подстиче бактерије да развију отпорност. То је довело до широко распрострањених проблема са антимикробном и антибиотичком отпорношћу, до те мере да је Светска здравствена организација класификовала антимикробну отпорност као „озбиљну претњу [која] више није предвиђање за будућност, она се догађа у стварности у сваком региону света и има потенцијал да утиче на сваког, независно од узраста, у свакој земљи“.
Ера антибактеријске хемотерапије је започела открићем арсфенамина, који су Алфред Бертејм и Паул Ерлих синтетисали 1907, и који је кориштен за третман сифилиса. Први системски активни антибиотик, пронтосил је открио Герхард Домаг 1933,за шта му је додељена Нобелова награда 1939. године
Понекад се термин антибиотик користи за сваку супстанцу која се примењује против микроба, синонимно са антимикробним агенсом. Неки извори праве разлику између антибактеријала и антибиотика; антибактеријали се користе у сапунима и средствима за чишћење, али не као лекови. Овај чланак третира те термине као синониме, и следи најшире заступљену дефиницију да су антибиотици супстанце које се користе против бактерија.

## Медицинска употреба
- Третман
  - Бактеријске инфекције
  - Протозоанске инфекције, нпр. метронидазол и Бактрим је ефективнији против неколико паразитских болести
  - Имуномодулација, нпр. тетрациклин, који је ефективан при периодонталној инфламацији, и дапсон који је ефективан код аутоимуних болести, као што је пемпхигоид оралне слузокожне мембране[14]
  - Неоперативни ресурс за пацијенте који имају некомпликовани акутни апендицитис. Показало се да је третман антибиотицима делотворан, и да скоро да нема случајева ремисије.[15]
- Превенција инфекције
  - Хируршки рез
  - Дентална антибиотичка профилакса[16][17]
  - Случајеви неутропеније, нпр. везано за канцер

## Фармакодинамика
Успешан исход антимикробне терапије антибактеријским једињењима зависи од неколико фактора. Они обухватају одбрамбене механизме домаћина, локацију инфекције, и фармакокинетичка и фармакодинамичка својства антибактеријског агенса. Бактерицидна активност антибактеријских агенаса може да буде зависна од бактеријске фазе раста. Неопходни пререквизит је обично текућа метаболичка активност и деоба бактеријских ћелија. Ти налази су базирани на лабораторијским студијама. У клиничком окружењу је исто тако показано да су неопходни за елиминацију бактеријске инфекције. Пошто активност антибактеријских агенаса фреквентно зависи од њихове концентрације, ин витро карактеризација антибактеријске активности нормално укључује одређивање минималне инхибиторне концентрације и минималне бактерицидне концентрације антибактеријског агенса. Да би се предвидео клинички исход, антимикробна активност антибактеријског агенса се обично комбинује са његовим фармакокинетичким профилом, и група фармаколошких параметара се користи као индикатор ефикасности лека.

## Класе
Антибактеријски антибиотици се обично класификују на бази њиховог механизма дејства, хемијске структуре, или спектра активности. Већина њих је усредсређена на бактеријске функције или процесе раста. Они чија мета је бактеријски ћелијски зид (пеницилини и цефалоспорини) или ћелијска мембрана (полимиксини), или они који ометају есенцијалне бактеријске ензиме (рифамицини, липиармицини, хинолони, и сулфонамиди) имају бактерицидно дејство. Они чији циљ је протеинска синтеза (макролиди, линкосамиди и тетрациклини) су обично бактериостатични (изузев бактерицидних аминогликозида). Даља категоризација је базирана на њиховој циљној специфичности. Антибактеријски антибиотици „уског спектра“ делују на специфичне типове бактерија, као што су Грам-негативне или Грам-позитивне бактерије, док антибиотици широког спектра утичу на широк опсег бактерија. Након 40-годишњег застоја у откривању нове класе антибактеријских једињења, четири нове класе антибактеријских антибиотика су доспеле до клиничке примене: циклични липопептиди (као што је даптомицин), глицилциклини (као што је тигециклин), оксазолидинони (као што је линезолид), и липиармицини (као што је фидаксомицин).

## Производња
Захваљујући напретку медицинске хемије, већина модерних антибактеријских агенаса су полусинтетичке модификације разних природних једињења. Они обухватају бета-лактамске антибиотике, представнике од којих су пеницилини (производи гљива из рода Пенициллиум), цефалоспорини, и карбапенеми. Једињења која се још увек добијају изолацијом из живих организама су аминогликозиди, док су други антибактеријски агенси — на пример, сулфонамиди, хинолони, и оксазолидони — производе путем хемијске синтезе. У складу са тим, многа антибактеријска једињења се класификују на бази њиховог хемијског/биосинтетичког порекла у природне, полусинтетичке и синтетичке. Један и други класификациони системи су базирани на биолошкој активности; у тој класификацији, антибактеријски агенси се деле у две широке групе следствено њиховом биолошком ефекту на микроорганизме: бактерицидне агенсе који убијају бактерије, и бактериостатичке агенсе који успоравају или заустављају бактеријски раст. Многа антибактеријска једињења су релативно мали молекули са молекулском тежином од мање од 2000 атомских јединица масе.
Након тестирања антибактеријских агенаса на широком опсегу бактерија, производња активних једињења се изводи користећи ферментацију, обично у строго аеробним условима.

## Администрација
Орални антибиотици се узимају путем уста, док се интравенозна администрација може користити у озбиљнијим случајевима, као што су дубоко укорењене системске инфекције. Антибиотици се исто тако могу понекад дозирати топикално, на пример путем капи за очи или уља.
Топикални антибиотици су:
- Еритромицин
- Клиндамицин
- Гентамицин
- Тетрациклин
- Меклоциклин
- (Натријум) сулфацетамид

Топикални лекови који делују као комедолитици, као и антибиотици су:
- Бензоил пероксид
- Азелаинска киселина

## Нуспојаве
Антибиотици се тестирају за бројне могуће негативне ефекте на људима и другим сисарима пре него што се одобри њихова клиничка примена. Они се обично сматрају безбедним, и већина њих је добро толерисана. Међутим, поједини антибиотици су били везани за опсег штетних нуспојава. Нуспојаве су у опсегу од благих до веома озбиљних у зависности од коришћеног антибиотика, циљних микробних организама, и индивидуалног пацијента. Безбедносни профили новијих лекова често нису добро познати, за разлику од оних са дугом историјом примене. Непожељна дејства су у опсегу од грознице и мучнине до знатних алергијских реакција, укључујући фотодерматитис и анафилаксу. Честа нуспојава је дијареја, која је последица поремећаја композиције интестиналне флоре, што може да доведе од прекомерног раста патогених бактерија, као што је Clostridium difficile. Антибактеријски агенси исто тако могу да утичу на вагиналну флору, те могу да доведу до прекомерног раста гљивица из рода Candida у вулво-вагиналној области. Додатне нуспојаве могу да произађу из интеракције са другим лековима, као што је повећани ризик од повреде тетива услед администрације хинолонских антибиотика са системским кортикостероидом. Неки научници сматрају да неселективна употреба антибиотика мења микробиоту домаћина и то може бити повезано са хроничним болестима.

## Међусобне интеракције лекова

### Контрацептивне пилуле
Већина студија показује да антибиотици не ометају дејство контрацептивних пилула. Такве клиничке студије показују да је антибиотицима узрокована стопа неуспеха контрацептивних пилула веома ниска (око 1%). У случајевима где се сумња да антибактеријска средства утичу на ефикасност контрацептивних пилула, као што је код антибиотика широког опсега рифампицина, могуће је да долази до повећања активности хепатичких ензима јетре, који узрокују убрзани распад активних састојака пилуле. Утицаји на интестиналну флору, који могу да доведу до умањене апсорпције естрогена у цревима, исто тако су предложени, мада су такве сугестије неуверљиве и контроверзне. Лекари препоручују да се додатне контрацептивне мере предузму током терапије у којој се користе антибиотици за које се сумња да формирају интеракције са оралним контрацептивима.

### Алкохол
Интеракције између алкохола и појединих антибиотика се могу јавити. То може да узрокује нуспојаве и умањену ефективност антибиотичке терапије.
„Разумно је да се избегава конзумирање алкохола кад се користе лекови. Међутим, мало је вероватно да умерено конзумирање алкохола може да доведе до проблема при употреби већине уобичајених антибиотика. Додуше, постоје специфични типови антибиотика при чијој употреби би алкохол требало избегавати у потпуности због озбиљних нуспојава.“
Потенцијални ризици од нуспојава и ефективност зависе од типа коришћеног антибиотика. Упркос одсуству категоричне контраиндикације, веровање да алкохол и антибиотике никад не треба мешати је широко распрострањено.
Антибиотици као што су метронидазол, тинидазол, цефамандол, латамоксеф, цефоперазон, цефменоксим и фуразолидон, узрокују хемијску реакцију сличну дисулфираму са алкохолом путем инхибирања његовог разлагања посредством ацеталдехид дехидрогеназа|ацеталдехид дехидрогеназе, што може да доведе до повраћања, мучнине, и краткоће даха.
Други утицаји алкохола на активност антибиотика обухватају промене активности ензима јетре који разлажу антибиотска једињења. Додатно, серумски нивои бактериостатичких антибиотика доксициклина и еритромицин сукцината могу да буду редуковани при конзумацији алкохола, што доводи до умањене ефикасности и фармакотерапеутског дејства.

## Историја
Пре појаве хемијских препарата у борби против инфекција изазваних опортуним бактеријама коришћени су, са разноликим резултатима, препарати добијени од биљака и плесни. Овај метод лечења практиковали су стари Грци а нарочито стари Кинези. Са данашњег становишта, јасно је да су неки од ових препарата заиста у одређеној мери и били ефикасни. Наиме, многе плесни имају способност да производе антибиотске супстанце, али је свакако јасно да су у прошлости антички народи ово могли да прихвате само на интуитивном нивоу.
Почетак 20. века донео је извесне помаке. У неким земљама западне Европе али и тадашње Русије почела је примена бактериофага. Бактериофази представљају вирусе који једном унети у тело домаћина почињу да нападају ћелије бактерија остављајући телесне ћелије нетакнутима. Ово је био изузетан помак. До тада су покушани третмани агресивним хемијским агентима, као што су то арсеник и трихнин, који су, уколико изузетно пажљиво дозирани, побољшавали опште стање код извесног броја пацијената. Ипак, ови агенси се нису одликовали селективном токсичношћу, за разлику од бактериофага које нису адверзно утицале на ћелије домаћина. Недовољно разумевање третмана бактериофагама као и недоследни резултати довели су до гашења овог начина лечења.
Употреба хемијских агенаца против патогена је започела са немачким доктором Паулом Ерлихом (1854—1915). Ерлих је након низа експеримената утврдио да је са одређеном хемијском токсивношћу могуће убити патоген, а притом не убити домаћина. Он је 1904. открио да је употребом хемијског једињења трипан могуће умањити могућност појаве или нивоа испољавања болести Афричко спавање (тада није било познато да је цеце мува узрочник болести). Он је такође открио да употребом арсфенамина је могуће лечити пацијенте оболеле од сифилиса. Године 1910. једињење арсфенамина је произведено за тржиште под именом Салварсан.
Једна од најпознатијих прича везаних за открића у овој области је сигурно оно везано са откриће пеницилина. 1896. 21-годишњи француски студент медицине Ернест Дишен је изучавао гљиву Penicillium chrysogenum. Он је открио могућа позитивна дејства ове гљиве и желео је да изучава њене могућности. Међутим у то време није било довољно новца за финансирање, и помоћ коју је тражио од Пастеровог института је остала игнорисана, и идеја о употреби гљиве у медицинске сврхе је одбачена. Године 1923. доктор из Костарике Пикадо Твајт је такође изучавао ову гљиву и након неколико експеримената утврдио да поседује антибиотичко дејство.
Међутим случајним срећним околностима откриће пеницилина као антибиотика се приписује шкотском научнику Александеру Флемингу, који је 1928. године открио директно дејство пеницилина као антибиотика на узорку Стафилококе бактерије коју је држао у Петријевом тањирићу. Тањирић је био испуњен Стафилококама које су покриле дно тањирића. На местима где је додао пеницилин, појавили су се чисти кругови на дну тањирића. Он је тиме закључио да пеницилин има инхибиторно дејство на развој бактерије. Међутим он је мислио да антибиотик није у стању да преживи довољно дуго у човечијем телу и тиме је неефективан и одбацио могућност пеницилина као антибиотика.
Ово се све променило 1939. године када је аустралијски научник Хауард Флори на Оксфордском универзитету након серије експеримената утврдио да је антибиотик довољно јак да преживи у човечијем систему, а притом задржи своје антибиотске могућности и активно делује против патогена. Пионирским радом Флорија, али и Флеминга и Ернста Чејна почела је масовна производња и примена пеницилина, првог ефикасног антибиотика.

## Дефиниција
У почетку, термин антибиотик односио се искључиво на супстанце које су производ метаболизма других микроорганизама које имају бактериостатски или бактерицидан ефекат, селективну токсичност, релативну безопасност по домаћина и структурну стабилност да у телу истог могу да се задрже довољно дуго да произведу пожељне ефекте.
Да би хемијски агент био у потпуности ефективан, он мора поседовати селективну токсичност, тј. мора бити способан да потпуно уништи патоген, а да притом има мало штетног ефекта на домаћина или да га нема уопште. Ниво селективне токсичности може бити изражен у облику
- терапеутске дозе, односно количине хемијског агента неопходног за дату инфекцију
- токсичне дозе, односно количине агента у крви који није штетан по домаћина.

Ова иницијална дефиниција доживела је извесно проширење. Од времена када је британска хемичарка Дороти Хоџкин дала хемијску структуру пеницилина, почела је производња хемијски модификованих антибиотика. Утолико је и споменута дефиниција проширена и на полу-синтетске али и на (ретке) синтетске антибиотике.
Антибиотици делују само и искључиво на бактерије, грам позитивне и грам негативне, али немају никаквог утицаја на вирусе. Неки делују и на гљивице.
Стриктно говорећи, лекови који су у потпуности добијени синтетски путем (стрептомицин) се називају хемотерапеутици, али се данас термин антибиотици користи за све антибактеријске лекове, без обзира на начин добијања.

## Механизам деловања
Антибиотик може да оштети патоген на неколико начина. Антибиотици са веома високим степеном селективности (тј. они који имају афинитет ка само једној или две бактерије) делују против патогена тако што заустављају синтезу ћелијског зида тога патогена, без кога он не може да функционише. У ову групу антибиотика спадају пеницилини, цефалоспорини и ванкомицини.
Антибиотици такође могу да се вежу за рибозоме патогена. Рибозоми су место синтезе протеина. Везивањем антибиотика за рибозом спречава се синтеза протеина тог патогена, и долази до погрешног читања амино киселина, и на тај начин антибиотик спречава функционисање патогена. У ову групу антибиотика спадају гентамицин, хлорамфеникол, тетрациклин, и еритромицин.

### Инхибиција синтезе ћелијског зида
Ова група антибиотика инхибира, односно зауставља стварање веза пептидогликена у ћелијском зиду патогена. Ова инхибиција се остварује активирањем ензима који кида везе пептидогликена, и на тај начин долази до деградације зида. у ову групу спадају:
- Пеницилин
- Ампицилин
- Карбенцилин
- Цефалоспорин
- Ванкомицин
- Циклосерин

### Инхибиција синтезе протеина
Инхибиција синтезе протеина значи да долази до прекида регуларне активности деловања рибозома. Група антибиотика који делују на овај начин су:
- Стрептомицин
- Гентамицин
- Хлорамфеникол
- Тетрациклин
- Еритромицин

### Инхибиција синтезе нуклеинских киселина
Ова група антибиотика делује тако што или директно деградира ДНК и РНК молекуле, или се везује на ензиме који управљају ДНК репликацијом, типа ДНК полимераза I. Ову групу антибиотика чине:
- Ципрофлоксацин
- Рифампицин
- Метронидазол

### Инхибиција метаболизма
Метаболизам је један од најважнијих процеса свих организама, помоћу којег ћелије долазе до енергије за разне друге процесе. У случају да дође до деградације ензима који учествују у метаболизму, ћелије су неспособне за нормално функционисање. У ову групу антибиотика спадају:
- Дапсон
- Сулфонамид
- Триметоприм
- Изониазид

### Нарушавање јонског баланса
- Моненсин